# 公正競争規約
公正競争規約（こうせいきょうそうきやく）とは、不当景品類及び不当表示防止法（景品表示法）第31条の規定に基づき、公正取引委員会および消費者庁長官から認定を受けた事業者または事業者団体が、表示または景品類に関する事項について設定する業界の自主規則である。
一般消費者の利益を保護するためには、商品やサービスの選択に必要な情報が正しく提供されること、過大な景品類が提供されないことが重要である。公正競争規約は業界の商品特性や取引実態に即し、広告等に表示すべき内容、特定の表現を表示する場合の基準、景品類の提供制限などを定めるものである。業界大多数の良識を「商慣習」として明文化することで、不当表示や過大な景品類の提供による競争を防止することを目的とする。

## 概要
公正競争規約とその施行規則は、公聴会を経て公正取引委員会と消費者庁の認定を受け、公正取引委員会告示をもって成立する。2013年3月時点で、82の公正取引協議会によって104件の公正競争規約が制定されており、表示関係は68件（食品43件、その他25件）、景品関係は37件（食品18件，その他19件）である。
表示に関する公正競争規約の場合、公正競争規則及び公正競争規約施行規則の中に、表示に使用される用語やロゴ、広告の方法、違反した場合の罰則などが規定され、これが公正取引委員会及び消費者庁長官により認定されたときに告示がなされる。表示方法についてはこの他、食品表示法や食品衛生法、家庭用品品質表示法、製造物責任法などによる規定もある。
景品類に関する公正競争規約の場合、実際には、当該業種に属する大部分の事業者が景品付き販売の自主規制を定め、これが公正取引委員会により公正競争規約として認定されたときに、併せて業種別景品制限告示がなされる。様々な懸賞キャンペーン広告で「当選者は、同時期に実施される同一商品を対象としたキャンペーンと重複して当選することはできない場合があります」と注意書きがされている場合があるが、これは本規約に基づくもので、特定企業による不当な客寄せを防ぐためである。
なお、運用は公正取引協議会が行っており、違反した場合は協議会からの警告や、当局からの差止など措置命令の対象となる。

## 公正競争規約の一覧
2013年3月時点で存在する公正競争規約は以下のとおり。

### 食品産業

#### 野菜類製品
- トマト加工品の表示に関する公正競争規約、トマト加工食品業における景品類の提供の制限に関する公正競争規約（全国トマト加工品業公正取引協議会）
- 粉わさびの表示に関する公正競争規約（全国粉わさび公正取引協議会）

#### 穀類製品
- 包装食パンの表示に関する公正競争規約（日本パン公正取引論議会）
- 生めん類の表示に関する公正競争規約（全国生めん類公正取引協議会）
- 即席めんの表示に関する公正競争規約、即席めん製造業における景品類の提供の制限に関する公正競争規約（日本即席食品工業公正取引協議会）

#### 豆類製品
- 凍り豆腐製造業における景品類の提供の制限に及び凍り豆腐の表示に関する公正競争規約（凍豆腐製造業公正取引協議会）
- 豆乳類の表示に関する公正競争規約（日本豆乳公正取引協議会）

#### 肉類
- 食肉の表示に関する公正競争規約（全国食肉公正取引協議会）
- 鶏卵の表示に関する公正競争規約（鶏卵公正取引協議会）
- ハム・ソーセージ類の表示に関する公正競争規約（ハム・ソーセージ類公正取引協議会）

#### 魚介類
- 辛子めんたいこ食品の表示に関する公正競争規約（全国辛子めんたいこ食品公正取引協議会）
- 削りぶしの表示に関する公正競争規約（全国削節公正取引協議会）
- 食品のりの表示に関する公正競争規約（全国のり公正取引協議会）

#### 乳製品
- 飲用乳の表示に関する公正競争現約（全国飲用牛乳公正取引協議会）
- はっ酵乳、乳酸菌飲料公正取引協議会、乳酸菌飲料の表示に関する公正競争規約（はっ酵乳、乳酸菌飲料公正取引協議会）
- 殺菌乳酸菌飲料の表示に関する公正競争規約（殺菌乳酸菌飲科公正取引協議会）
- プロセスチーズ及びチーズフードの表示に関する公正競争規約、ナチュラルチーズ（チーズ公正取引協議会）
- アイスクリーム類及び氷薬の表示に関する公正競争規約、アイスクリーム類及び氷菓業における景品類の提供の制限に関する公正競争規約（アイスクリーム類及び氷菓公正取引協議会）

#### 缶詰
- 食品缶詰の表示に関する公正競争規約（全国食品缶詰公正取引協議会）

#### 調味料・調理加工食品類
- 食用塩の表示に関する公正競争規約（食用塩公正取引協議会）
- みその表示に関する公正競争規約、みそ業における景品類の提供の制限に関する公正競争規約（全国味噌業公正取引協議会）
- しょうゆの表示に関する公正競争規約、しょうゆ業における景品類の提供の制限に関する公正競争規約（醤油業中央公正取引協議会）
- 食酢の表示に関する公正競争規約（全同食酢公正取引協議会）
- もろみ酢の表示に関する公正競争規約（もろみ酢公正取引協議会）
- ソース業における景品類の提供の制限に関する公正競争規約（日本ソース業公正取引協議会）
- カレー業における景品類の提供の制限に関する公正競争規約（カレー業全国公正取引協議会）
- 合成レモンの表示に関する公正競争規約、果実飲料等の表示に関する公正競争規約（果実飲科公正取引協議会）
- マーガリン類の表示に関する公正競争規約（マーガリン公正取引協議会）
- ドレッシング類の表示に関する公正競争規約（全国ドレッシング類公正取引協議会）

#### 甘味類製品
- はちみつ類の表示に関する公正競争規約（一般社団法人全国はちみつ公正取引協議会）
- ローヤルゼリーの表示に関する公正競争規約（一般社団法人ローヤルゼリー公正取引協議会）

#### 菓子類
- ビスケット類の表示に関する公正競争規約、ビスケット業における景品類の提供の制限に関する公正競争規約（全国ビスケット公正取引協議会）
- チョコレート類の表示に関する公正競争規約、チョコレート業における景品類の提供の制限に関する公正競争規約（全国チョコレート業公正取引協議会）
- チョコレート利用食品の表示に関する公正競争規約（チョコレート利用食品公正取引協議会）
- チューインガムの表示に関する公正競争規約、チューインガム業における景品類の提供の制限に関する公正競争規約（全国チューインガム業公正取引協議会）

#### 嗜好飲料類
- コーヒー飲料等の表示に関する公正競争規約（全国コーヒー飲料公正取引協議会）
- レギュラーコーヒー及びインスタントコーヒーの表示に関する公正競争規約（全日本コーヒー公正取引協議会）

#### 酒類
- 果実酒製造業における景品類の提供の制限に関する公正競争規約（日本ワイナリー協会）
- ビールの表示に関する公正競争規約、ビール製造業における景品類の提供の制限に関する公正競争規約（ビール酒造組合）
- 輸入ウイスキーの表示に関する公正競争規約、酒類愉入販売業における景品類の提供の制限に関する公正競争規約、輸入ビールの表示に関する公正競争規約（日本洋酒輸入協会）
- ウイスキーの表示に関する公正競争規約、洋酒製造業における景品類の提供の制限に関する公正競争規約（日本洋酒酒造組合）
- 単式蒸留しょうちゅうの表示に関する公正競争規約、・清酒製造業における景品類の提供の制限に関する公正競争規約、単式蒸留しょうちゅう製造業における景品類の提供の制限に関する公正競争規約（日本酒造組合中央会）
- 合成清酒及び連続式蒸留しょうちゅうの製造業における景品類の提供の制限に関する公正競争規約（日本蒸留酒酒造組合）
- 酒類小売業におけるi酒類の表示に関する公正競争規約（全国小売酒販組合中央会）

### 製造業関連

#### 身のまわり品
- 家庭用合成洗剤及び家庭用石けんの表示に関する公正競争規約、家庭用合成洗剤及び家庭用石けん製造業における景品類の提供の制限に関する公正競争規約（洗剤・石けん公正取引協議会）
- 歯みがき類の表示に関する公正競争規約、歯みがき業における景品類の提供の制限に関する公正競争規約（歯磨公正取引協議会）
- 化粧品の表示に関する公正競争規約（化粧品公正取引協議会）
- 化粧石けんの表示に関する公正競争規約、化粧石けん業における景品類の提供の制限に関する公正競争規約（化粧石けん公正取引協議会）
- 防虫剤の表示に関する公正競争規約（防虫剤公正取引協議会）
- ペットフードの表示に関する公正競争規約、ペットフード業における景品類の提供の制限に関する公正競争規約（ペットフード公正取引協議会[注 1]）
- 眼鏡類の表示に関する公正競争規約（眼鏡公正取引協議会）

#### 文化・スポーツ用品
- 帯締め及び羽織ひもの表示に関する公正競争規約（全国帯諦め羽織ひも公正取引協議会）
- 仏壇の表示に関する公正競争規約（仏壇公正取引協議会）
- 電子鍵盤楽器の表示に関する公正競争規約、ピアノの表示に関する公正競争規約（鍵盤楽器公正取引協議会）
- スポーツ用品の表示に関する公正競争規約（スポーツ用品公正取引協議会）
- 釣竿の表示の表示に関する公正競争規約（全国釣竿公正取引協議会）

#### 医療関連
- 医療用医薬品販売業における景品類の提供の制限に関する公正競争規約（医療用医薬品製造販売業公正取引協議会）
- 医療用医薬品卸売業における景品類の提供の制限に関する公正競争規約（医療用医薬品卸売業公正取引協議会）
- 医療機器業における景品類の提供の制限に関する公正競争規約（医療機器業公正取引協議会）
- 衛生検査所業における景品類の提供の制限に関する公正競争規約（衛生検査所業公正取引協議会）

#### 機械製品
- 家庭電気製品製造業の表示に関する公正競争規約、家庭電気製品業における景品類の提供の制限に関する公正競争規約（公益社団法人全国家庭電気製品公正取引協議会）
- 記録メディア製品の表示に関する公正競争規約（日本記録メディア製品公正取引協議会）※2013年12月廃止
- 自動車業における表示に関する公正競争規約、自動車業における景品類の提供の制限に関する公正競争規約、二輪自動車業における表示に関する公正競争規約（社団法人自働車公正取引協議会）
- タイヤの表示に関する公正競争規約、タイヤ業における景品類の提供の制限に関する公正競争規約（タイヤ公正取引協議会）
- 農業機械の表示に関する公正競争規約、農業機械業における景品類の提供の制限に関する公正競争規約（農業機械公正取引協議会）

### サービス業

#### 不動産
- 不動産の表示に関する公正競争規約、不動産業における景品類の提供の制限に関する公正競争規約（東北地区不動産公正取引協議会、一般社団法人北海道不動産公正取引協議会、公益社団法人首都圏不動産公正取引協議会、東海不動産公正取引協議会、公益社団法人近畿地区不動産公正取引協議会、中国地区不動産公正取引協議会、四国地区不動産公正取引協議会、一般社団法人九州不動産公正取引協議会、不動産公正取引協議会連合会）

#### 銀行
- 銀行業における表示に関する公正競争規約、銀行業における景品類の提供の制限に関する公正競争規約（全国銀行正取引協議会）

#### メディア
- 新聞業における景品類の提供の制限に関する公正競争規約（新聞公正取引協議会）
- 出版物小売業における景品類の提供の制限に関する公正競争規約（出版物小売業公正取引協議会）
- 雑誌業における景品類の提供の制限に関する公正競争規約（雑誌公正取引協議会）

#### 教習所
- 指定自動車教習業における表示に関する公正競争規約、指定自動車教習所業における景品類の提供の制限に関する公正競争規約（指定自動車教習所公正取引協議会）

#### 旅行
- 募集型企画旅行の表示に関する公正競争規約、旅行業における景品類の提供の制限に関する公正競争規約（旅行業公正取引協議会）
- 観光土産品の表示に関する公正競争規約（全国観光土産品公正取引協議会）